# Réserve naturelle du delta de l'Ulen
La réserve naturelle du delta de l'Ulen est une réserve naturelle norvégienne et site ramsar située dans la commune de Lierne, Trøndelag. La réserve a été créée en 1984 « afin de conserver une importante zone humide avec de la végétation, des oiseaux et d'autres animaux sauvages qui sont naturellement liés à la zone ».
Le delta de l'Ulen se situe là où la rivière Innerdalselvas se jette dans le lac Ulen  à environ 350 m d'altitude. C'est une zone humide formée par les débris de la rivière, et partiellement inondée lors des crues. Le long de la rivière une forêt marécageuse de sapin et de bouleau croît, au delà de cette forêt on trouve une ceinture de saules et de grand marais.
La réserve est devenue site ramsar en 2011.